# Richia mizteca
Richia mizteca är en fjärilsart som beskrevs av William Schaus 1894. Richia mizteca ingår i släktet Richia och familjen nattflyn. Inga underarter finns listade.